# آنا سمولينا
آنا سمولينا (بالروسية: Анна Аркадьевна Смолина)‏ مواليد 1 سبتمبر 1994 في قازان، هي لاعبة كرة مضرب روسية. أعلى تصنيف لها في الفردي كان المركز الـ 725 في سنة 2013. أعلى تصنيف لها في الزوجي كان المركز الـ 466 في سنة 2012.

## النهائيات

### الزوجي (4–4)
| الحصيلة | الرقم | التاريخ        | الدورة                       | الأرضية | الشريك              | المنافس                              | النتيجة               |
| ------- | ----- | -------------- | ---------------------------- | ------- | ------------------- | ------------------------------------ | --------------------- |
| الفوز   | 1.    | 31 أكتوبر 2011 | مينسك، بيلاروسيا             | سجاد    | بولينا مونوفا       | أولغا إنشاك ليدزيا ماروزافا          | 6–3, 6–4              |
| الفوز   | 2.    | 23 يناير 2012  | كارست، ألمانيا               | سجاد    | مارغريتا جاسباريان  | الكسندرا أرتامونوفا مارينا ميلنيكوفا | 6–7(2–7), 6–2, [10–8] |
| الفوز   | 3.    | 2 يوليو 2012   | إقليم بروكسل العاصمة، بلجيكا | ترابية  | دانييلا سيغيل       | إلين بويكنز كارولينا ولوداركزاك      | 2–6, 6–2, [10–7]      |
| الفوز   | 4.    | 20 أغسطس 2012  | براونشفايغ، ألمانيا          | ترابية  | جيسمينا كاجتازوفيتش | كيم جراجديك سيلفيا زاجورسكا          | 6–1, 6–3              |
| الوصافة | 1.    | 29 أبريل 2013  | شيمكنت، كازاخستان            | ترابية  | بولينا مونوفا       | ألبينا خابيبولينا أناستاسيا فاسيليفا | 6–2, 4–6, [9–11]      |
| الوصافة | 2.    | 6 مايو 2013    | شيمكنت، كازاخستان            | ترابية  | بولينا مونوفا       | ألبينا خابيبولينا كسينيا ألكان       | 2–6, 2–6              |
| الوصافة | 3.    | 12 مايو 2014   | باشتاد، السويد               | ترابية  | ليوبوف فاسيليفا     | كارولين دانيلز أولغا إنشاك           | 4–6, 3–6              |
| الوصافة | 4.    | 9 يونيو 2014   | مينسك، بيلاروسيا             | ترابية  | ليوبوف فاسيليفا     | ليدزيا ماروزافا سفياتلانا بيرازهنكا  | 1–6, 3–6              |

## روابط خارجية
- آنا سمولينا على موقع رابطة محترفات التنس (الإنجليزية)
- آنا سمولينا على موقع الاتحاد الدولي لكرة المضرب (الإنجليزية)